# 고보원
고보원(高寶元, ?~?)은 고구려의 왕족이다. 685년 당나라는 고보원을 조선군왕(朝鮮郡王)으로 임명하였고, 698년 요동의 안동도호부에 파견하여 고구려 유민들을 통치하게 하였으나, 시행되지 못하였다. 일설에 의하면 고보원은 반당군(反唐軍)에 합류하였다고 한다.

## 생애
고보원은 고구려 보장왕의 손자이자, 태자 복남(福男)의 아들이었다. 668년 평양성 함락 후 당나라에 끌려갔으며, 당나라에서 귀족의 대우를 받고 자랐다. 당나라는 보장왕을 안동도독으로 파견하여 고구려 유민들을 다스리게 하였으나, 효과가 없자 보장왕을 다시 장안으로 소환했다. 682년 보장왕이 죽은 뒤, 당나라는 686년 고보원을 조선군왕(朝鮮郡王)으로 임명하여 수도 장안(長安)에서 당 황제를 보필하게 하였다.
698년 당나라의 측천무후는 고보원(高寶元)을 좌응양위대장군(左鷹揚衛大將軍)으로 임명했다가 다시 충성국왕(忠誠國王)으로 봉하고, 요동반도의 안동도호부에 파견하여 안동의 옛 주·군의 통치를 명령하였으나, 시행되지 못하였다. 일설에 의하면 고보원은 반당군(反唐軍)에 합류하였다고 한다. 당시 간도와 흑룡강에는 걸걸중상, 대조영이 이끄는 고구려 유민 세력이 존재하고 있었기 때문이다. 반당군에 합류한 이후의 삶은 전해지지 않는다.

## 가계
- 증조부 : 고대양(高大陽)
- 증조모 : 미상
  - 조부 : 보장왕(寶臧王, ? ~682년, 재위:642년~668년)
  - 조모 : 미상
    - 아버지 : 고복남(高福男, ?~?)
    - 어머니 : 미상

## 같이 보기
- 보장왕
- 안동도호부
- 고구려 부흥운동